# Saint-Mars-la-Réorthe

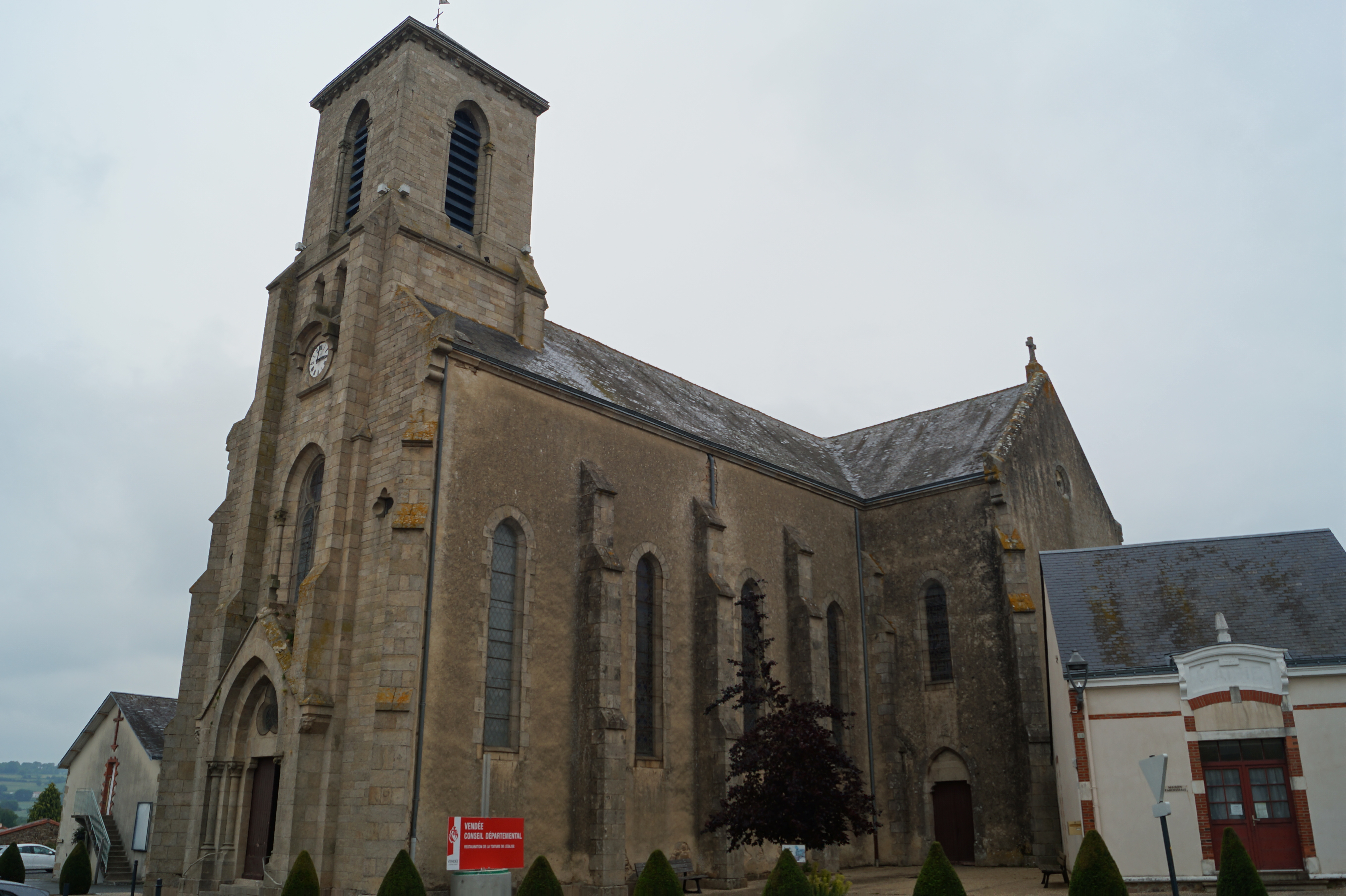
Église Saint-Médard de Saint-Mars-la-Réorthe

Saint-Mars-la-Réorthe ist eine französische Gemeinde mit 1033 Einwohnern (Stand: 1. Januar 2022) im Département Vendée in der Region Pays de la Loire; sie gehört zum Arrondissement La Roche-sur-Yon und zum Kanton Les Herbiers. Die Einwohner werden Marsiréorthais genannt.

## Nachbargemeinden
Saint-Mars-la-Réorthe liegt etwa 50 Kilometer südöstlich von Nantes. Umgeben wird Saint-Mars-la-Réorthe von den Nachbargemeinden Les Espesses im Norden und Nordosten, Saint-Michel-Mont-Mercure im Osten und Süden, Saint-Paul-en-Pareds im Südwesten sowie Les Herbiers im Westen.

## Bevölkerungsentwicklung
| Jahr      | 1962 | 1968 | 1975 | 1982 | 1990 | 1999 | 2006 | 2012 |
| Einwohner | 684  | 648  | 636  | 752  | 797  | 760  | 790  | 924  |

## Sehenswürdigkeiten
- Kirche Saint-Médard, 1887 wieder errichtet
- Jungfrauensäule